# Véronique Vasseur
Pour les articles homonymes, voir Vasseur.
Véronique Vasseur, née le 8 avril 1951 à Paris, est un médecin hospitalier à l’Assistance publique - hôpitaux de Paris (APHP) et une femme politique française.
Elle est la tante   des actrices Mathilde et Emmanuelle Seigner.

## Biographie
Diplômée docteur en médecine en 1976, elle se marie jeune, a trois enfants et rentre à la sécurité sociale comme conseillère,  en 1978, moins par vocation que pour disposer d'un salaire. Elle devient ensuite médecin des hôpitaux, détachée du service de médecine interne de l’hôpital Cochin à la prison de la Santé en 1992. Elle en devient le médecin-chef en 1993.
En juin 1996, elle est nommée également au poste de praticien hospitalier au sein du service de médecine interne de l’hôpital Cochin. 
En janvier 2000, son témoignage écrit sur le quotidien carcéral contribue à la création de deux commissions d'enquête parlementaire. le livre Médecin-chef à la prison de la Santé a un très grand retentissement et contribue à sensibiliser l'opinion publique aux conditions de vie des prisonniers en France,,. Mais, à la suite de menaces de mort et de diverses diffamations, elle quitte ses fonctions à la Santé et entre, en octobre 2000, au sein du service de médecine interne de l’hôpital Georges-Pompidou et, en octobre 2001, à celui de l'hôpital Saint-Antoine. Son livre a incité le gouvernement Jospin à faire une loi pour améliorer la situation des prisonniers. Cette loi est mise de côté et abandonnée pendant la campagne électorale de la présidentielle de 2002, dominée par le thème de l'insécurité.
En octobre 2005, elle dénonce les défaillances du système hospitalier dans un nouvel ouvrage, L’Hôpital en danger.
En 2006, l’UMP lui propose de diriger un groupe de travail sur la réforme pénitentiaire. Elle s’engage rapidement aux côtés de Nicolas Sarkozy lors de la campagne présidentielle et rejoint à sa création la Diagonale, le club des « sarkozystes de gauche. »
Alors que ses engagements sociaux ont pu faire penser que sa sensibilité politique était de gauche, elle déclare avoir « toujours été de droite » .
En 2007, membre du Parti radical valoisien, elle est investie par l'UMP pour les élections législatives pour la 10e circonscription de Paris dans le 13e arrondissement de Paris (quartier Croulebarbe, Maison-Blanche, Montsouris, Montparnasse). Elle obtient 35,97 % des voix au soir du premier tour, talonnant le député socialiste sortant Serge Blisko (36,75 %). Elle est cependant battue lors du second tour avec 42,66 % des voix contre 57,34 % à Serge Blisko.
En novembre 2007, elle est de nouveau investie par l'UMP pour mener la liste UMP/Nouveau Centre aux élections municipales dans le 13e arrondissement de Paris. Avec 30,12 % des voix, la liste « Paris gagnant » qu'elle conduit est battue au soir du second tour, le 16 mars 2008, par la liste d'union de la gauche menée par Jérôme Coumet (69,88 %).
Au lendemain de sa défaite, dénonçant un « lâchage » de l'UMP parisien et les guerres intestines, elle annonce qu'elle ne siégera pas au conseil de Paris, démissionne de l'UMP et décide de se retirer de la vie politique.

## Peinture
Véronique Vasseur pratique la peinture à l'huile depuis 1989. Plusieurs périodes picturales se sont succédé. D'abord les toits de Paris, puis les fruits et les natures mortes. À partir de 1990, elle évoque l'enfermement par de longs couloirs, des escaliers, des fenêtres, non sans rappeler la prison de la Santé dans laquelle elle évolue en tant que médecin chef. Vient ensuite la période des femmes nues drapées. Jusqu'en 1998, sa peinture évolue vers des accumulations de poissons morts, de cordes, ou boîtes aux lettres, etc. Depuis les empilements se sont transformés en écorces, carapaces vivantes, peau écorchée. Enfin, jusqu'à ce jour, Véronique Vasseur peint des ciels tourmentés, des tourbillons, la mer, le souffle déchaîné. 

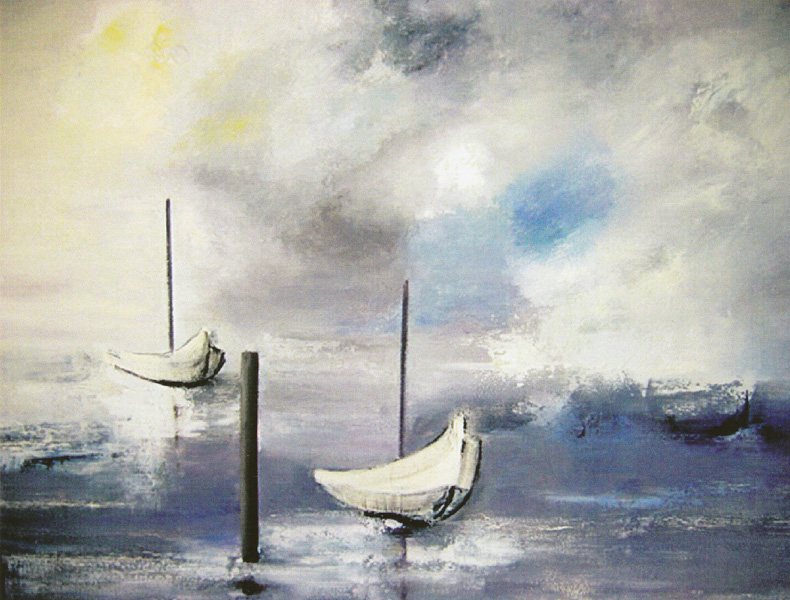
V. Vasseur, huile sur toile, 2010.
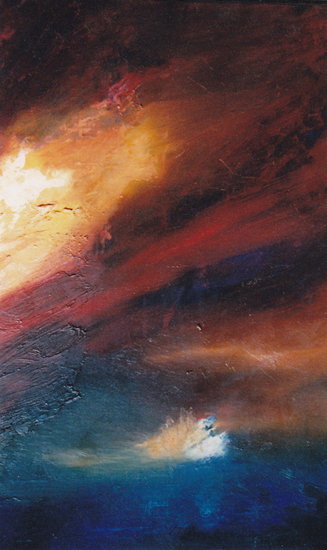
V. Vasseur, huile sur toile, 61 × 38 cm.

## Publications
- Médecin-chef à la prison de la Santé, Le Cherche Midi, 2000. Prix Saint-Simon 2000
- L'Hôpital en danger, Flammarion, 2005
- À la rue, quand travailler ne suffit plus, Flammarion, 2008
- Le Panier de crabes. Récit d'une cavale politique, Flammarion, 2009
- La prison doit changer, la prison va changer avait-il dit, Flammarion, 2011
- Santé le grand fiasco (avec Clémence Thévenot), Flammarion, 2013 (OCLC 860691440)
- Désintoxiquez-vous (avec Clémence Thévenot), Flammarion, 2016

## Scénariste
- 2012 : Médecin-chef à la Santé, téléfilm d'Yves Rénier, adapté de son livre Médecin-chef à la prison de la Santé